# Mieczysław Orlański

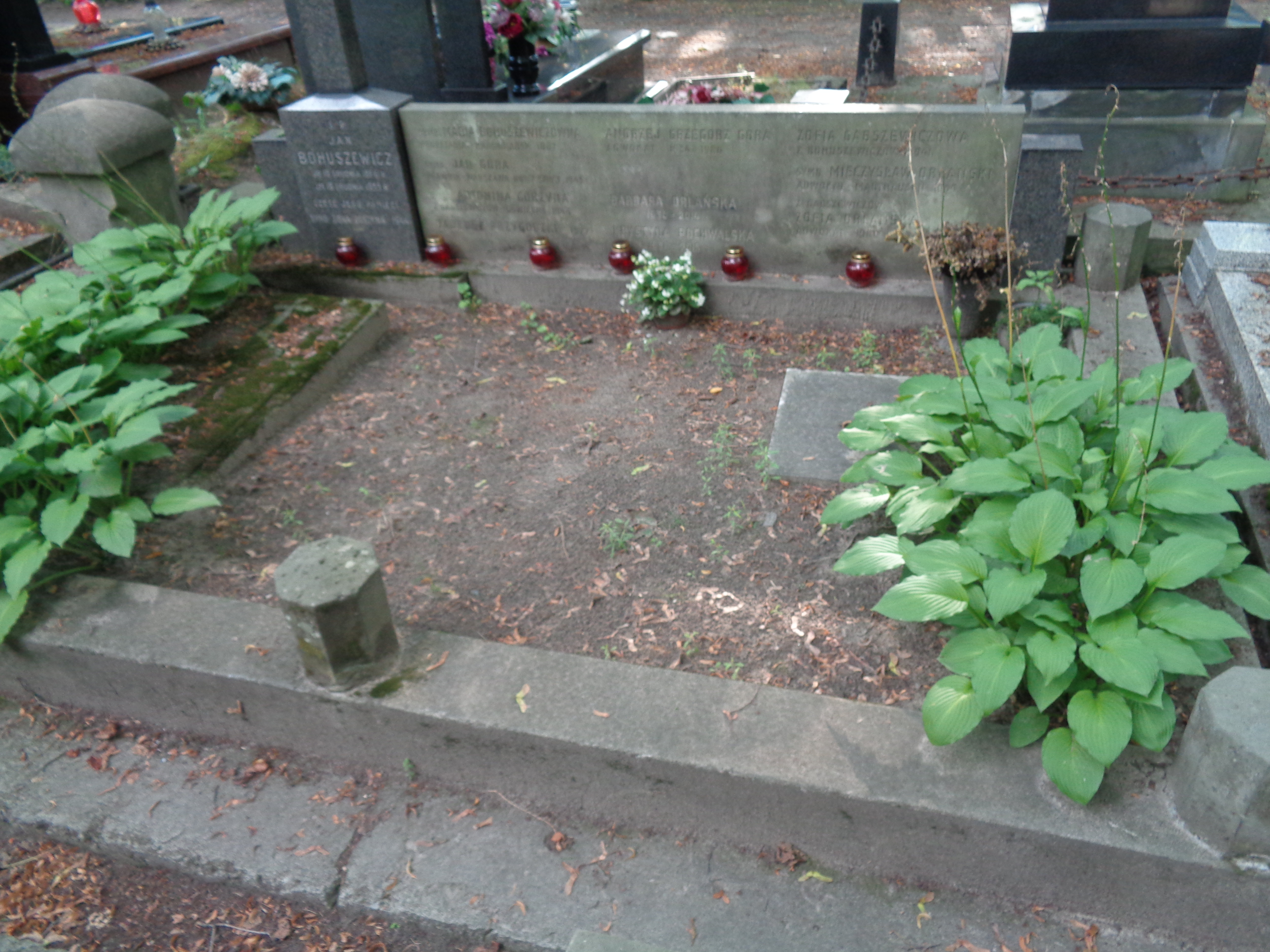
Symboliczny grób Mieczysława Orlańskiego na Starych Powązkach w Warszawie

Mieczysław Hipolit Orlański (ur. 2 grudnia 1898 w Nadarzynie, zm. 25 kwietnia 1945  w Mauthausen) – polski polityk, adwokat, poseł na Sejm V kadencji.

## Życiorys
Ukończył Gimnazjum Rontalera w Warszawie (w 1918), Wydział Prawa i Nauk Politycznych Uniwersytetu Warszawskiego (w 1924) oraz szkołę podchorążych w Warszawie. W 1918 działał w ZHP i POW. Uczestniczył w rozbrajaniu niemieckich wojsk okupacyjnych w 1918 i (w szeregach 36 Pułku Piechoty Legii Akademickiej) – obronie Lwowa przed Ukraińcami. Od 27 listopada 1919 służył ochotniczo w 5 Pułku Piechoty Legionów. 1 grudnia 1919 otrzymał stopień podporucznika rezerwy. Wziął udział w akcji plebiscytowej na terenie Litwy Środkowej na przełomie 1921 i 1922. Od 1924 wykonywał zawód adwokata, pracował też jako radca prawny Zarządu Miejskiego m.st. Warszawy. Od 1938 zasiadał w Warszawskiej Radzie Adwokackiej. Pełnił funkcje prezesa Zrzeszenia Związków Pracowników Miejskich RP, wiceprezesa Instytutu Komunalnego oraz Centralnej Komisji Porozumiewawczej Pracowników Państwowych, Samorządowych i Prywatnych, a także kierownika ruchu zawodowo-gospodarczego w okręgu stołecznym OZN. Sprawował mandat posła V kadencji z okręgu nr 1 (Warszawa). Reprezentował klub OZN w komisjach: prawniczej i regulaminowej. Pełnił także stanowisko sekretarza Sejmu. Od 29 lipca 1944 był więźniem obozu koncentracyjnego Groß-Rosen, zaś od 15 lutego 1945 – Mauthausen, gdzie otrzymał numer obozowy 129927 i  zmarł. Jego symboliczny grób znajduje się na cmentarzu Powązkowskim w Warszawie (kwatera 192-5-21).